# Nova União (kommun i Brasilien, Minas Gerais)
Nova União är en kommun i Brasilien.   Den ligger i delstaten Minas Gerais, i den sydöstra delen av landet, 600 km sydost om huvudstaden Brasília. Antalet invånare är 5 554.
Omgivningarna runt Nova União är huvudsakligen savann. Runt Nova União är det ganska glesbefolkat, med 31 invånare per kvadratkilometer.